# Castriño de Conxo

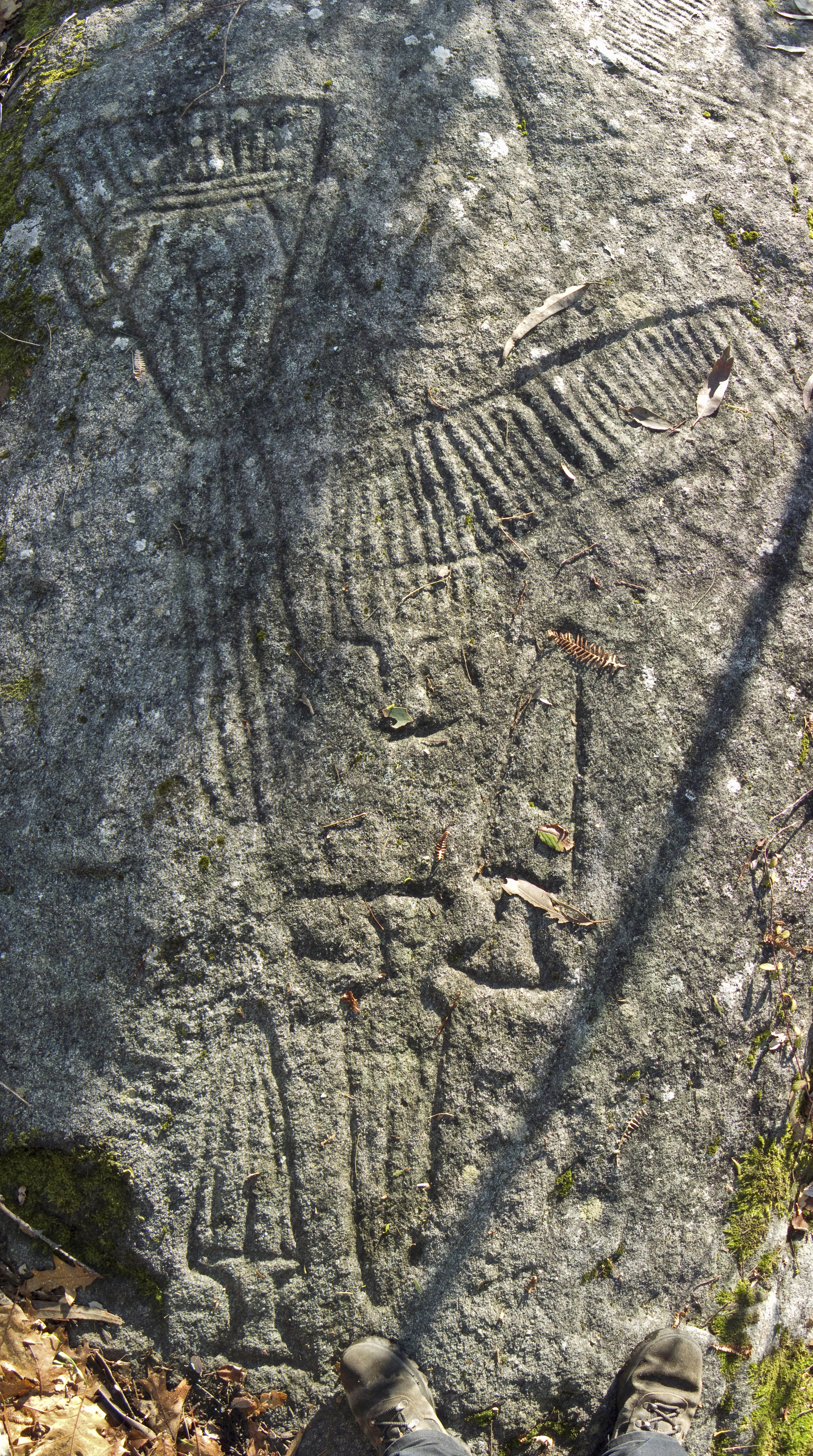
Vista de varios grabados.

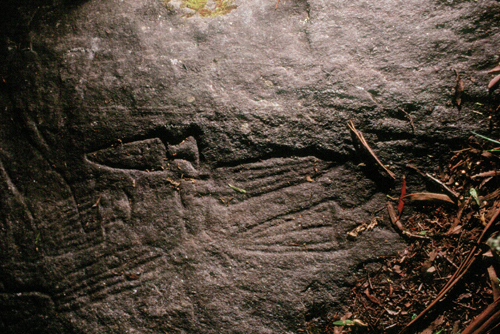
Petroglifos del Castriño de Conxo.

El Castriño de Conxo es un yacimiento arqueológico compuesto por un castro prerromano (no estudiado) y en él una roca cuya superficie contiene una serie de grabados conocidos como petroglifos.

## Situación
El yacimiento del Castriño de Conxo se encuentra en la parroquia de Santa María de Conxo, perteneciente al concello de Santiago de Compostela, provincia de La Coruña, en el lugar conocido como Volta do Castro.

## Los petroglifos
En una roca (lamentablemente dividida por una cerca metálica) poco elevada sobre el terreno (como es común en los petroglifos gallegos) y situada en el parapeto superior del yacimiento castreño se encuentran unos petroglifos grabados en su superficie que poseen una relevancia especial al representar una gran variedad de armas, vinculadas a los modelos británicos datables alrededor del III-II milenio antes de Cristo. También se aprecian diseños triangulares (algún rayado) que algunos autores interpretan como ídolos antropomorfos, otros como hachas de doble anillo o escudos triangulares. 
Se pueden observar claramente figuras como un puñal (con doble nervadura), dos espadas enfrentadas por la empuñadura y una tercera situada más a la derecha; también hasta cuatro posibles, simplificadas, alabardas (armas de representación muy poco usual en tierras gallegas), arma de origen centroeuropeo, y otros trazos diversos muy erosionados (posibles restos de otras armas representadas).
Las armas representadas son los objetos que permiten dar una posible cronología ya expuesta. De especial relevancia es que no se representan hachas u otros aperos de labranza o de carácter utilitario, sólo armas, cuya posesión es interpretada como símbolo de poder y prestigio de una sociedad que camina desde una situación de igualdad hacia una sociedad estratificada y fuertemente jerarquizada.

## El castro
Pese a no haber sido objeto de estudio se realizaron diversas prospecciones arqueológicas en las que se percibieron un recinto ovalado más irregular. En ellas se encontraron molinos de mano y diversos fragmentos de cerámicas castreñas. Sólo un muro fue visible (de 5 metros de longitud por medio metro de altura). 

## Situación actual

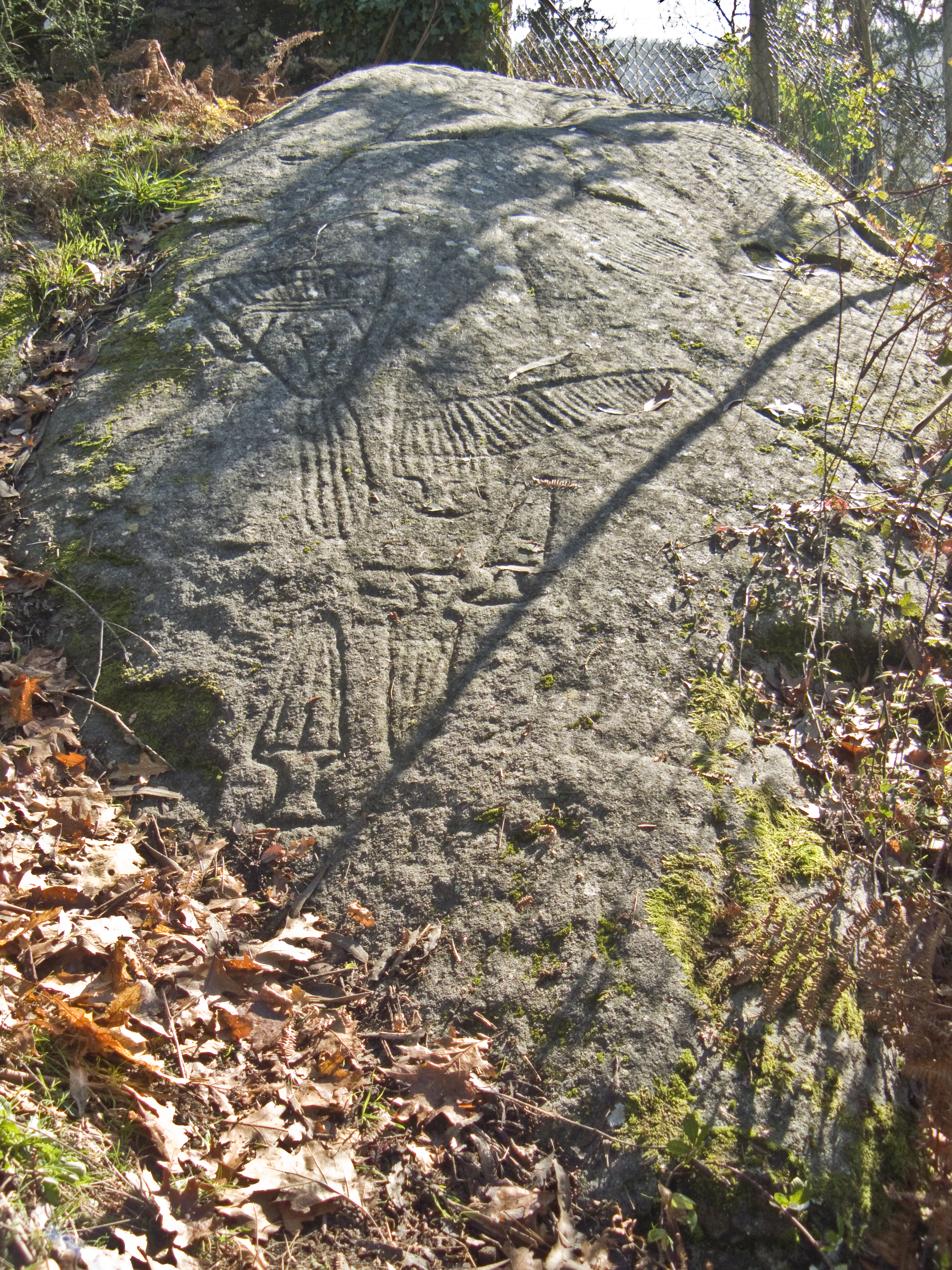
Vista general de los grabados

Se encuentra en completo estado de abandono por lo que, aunque es posible (principalmente los petroglifos), no es fácil su visita, ya que las vías de acceso se encuentran, así como la piedra, parcialmente cubiertos de vegetación y arboleda. Está dividido por una alambrada quedando gran parte del yacimiento en propiedad privada